# X-15 Flight 90
Flight 90 (Volo 90) del North American X-15 è stato un volo di ricerca condotto dalla NASA e dall'US Air Force il 19 luglio 1963. Fu la prima di due missioni X-15 a superare la linea di Kármán, alta 100 km, la definizione FAI dello spazio, insieme al Flight 91 il mese seguente.
Il Volo 90 fu pilotato da Joseph A. Walker, il quale pilotò entrambi i voli X-15 che superarono la linea di Kármán.

## Equipaggio
| Ruolo  | Astronauta                                                                                               |
| ------ | --- |
| Pilota | Joseph A. Walker Primo (riconosciuto dalla FAI) / Secondo (riconosciuto dagli Stati Uniti) volo spaziale |

## Parametri della missione
- Massa: 15.195 kg al lancio; 6.260 kg all'atterraggio
- Altitudine massima: 106,01 km
- Autonomia: 534 km
- Tempo di combustione: 84,6 secondi
- Mach: 5.50
- Veicolo di lancio: bombardiere NB-52B n. 008